# 1940 a tudományban
Az 1940. év a tudományban és a technikában.

## Díjak
- Nobel-díjakat nem adtak ki.

## Születések
- január 4. – Brian David Josephson Nobel-díjas brit fizikus
- március 7. – Viktor Szavinih szovjet űrhajós
- április 1. – Wangari Maathai Nobel-békedíjas kenyai környezetvédő, az első afrikai nő, aki elnyerte a díjat († 2011)
- április 18. – Joseph L. Goldstein Nobel-díjas amerikai biokémikus
- április 23. – Meskó Attila magyar geofizikus, kutatási területe többek között a szeizmikus adatok számítógépes feldolgozása és értelmezése. 1999 és 2005 között az MTA főtitkárhelyettese, 2005 és 2008 között főtitkára († 2008)
- június 1. – Kip Thorne Nobel-díjas amerikai elméleti fizikus
- július 2. – Georgi Ivanov bolgár űrhajós
- augusztus 21. – Szemerédi Endre magyar matematikus, nemzetközi tudományos ismertségre tett szert kombinatorikai, számelméleti és algoritmuselméleti kutatásaival
- szeptember 28. – Alekszandr Ivancsenkov orosz, szovjet űrhajós
- október 15. – Peter C. Doherty Nobel-díjas (megosztva) ausztrál állatorvos, immunológus
- október 26. – Gennagyij Sztrekalov orosz, szovjet űrhajós († 2004)
- november 20. – Arieh Warshel Nobel-díjas (megosztva) izraeli-amerikai biokémikus
- november 25. – Reinhard Alfred Furrer német fizikus, űrhajós († 1995)
- november 26. – Enrico Bombieri olasz matematikus

## Halálozások
- június 17. – Arthur Harden kémiai Nobel-díjas (megosztva) angol biokémikus (* 1865)
- július 5. – Preisz Hugó magyar orvos, állatorvos, bakteriológus, a korszerű magyarországi bakteriológiai kutatások alapjainak megteremtője (* 1860)
- augusztus 5. – Frederick Cook amerikai sarkkutató, orvos (* 1865)
- augusztus 30. – Joseph John Thomson Nobel-díjas angol fizikus, az elektron és izotópok felfedezésével, illetve a tömegspektrométer feltalálásával vált híressé  (* 1856)
- szeptember 6. – Phoebus Levene litvániai születésű amerikai biokémikus (* 1869)
- december 16. – Eugène Dubois holland paleoantropológus, geológus (* 1858)